# سالارآباد (سنقر)
سالارآباد (سنقر)، روستایی از توابع بخش مرکزی شهرستان سنقر در استان کرمانشاه ایران است.

## جمعیت
این روستا در دهستان گاورود قرار دارد و براساس سرشماری مرکز آمار ایران در سال ۱۳۸۵، جمعیت آن ۵۶۲ نفر (۱۳۵خانوار) بوده‌است.